# Калужская губернская учёная архивная комиссия
Калужская губернская учёная архивная комиссия (КУАК) — научное историческое и краеведческое общество.

## История деятельности
Была организована одной из первых (двенадцатой) среди губернских архивных комиссий — 28 января (9 февраля) 1891 года.
На первом учредительном заседании присутствовали 43 человека, занимавшие административные и общественные должности в Калужской губернии. В их числе были губернский предводитель дворянства Н. С. Яновский, директор Калужской мужской гимназии П. Ф. Симсон, председатель губернской земской управы князь С. Д. Урусов, директор реального училища В. М. Арбузов, боровский уездный предводитель дворянства Д. Я. Курносов, вице-губернатор Е. Д. Маслов, управляющий канцелярией губернатора Д. Н. Смирнов, ректор Калужской духовной семинарии Д. Е. Лужецкий и другие. Председателем комиссии избрали члена Калужского окружного суда В. С. Благово, товарищем председателя – П. Ф. Симсона, правителем дел – заслуженного преподавателя русского языка и словесности Калужской мужской гимназии И. Д. Четыркина. Позднее, 12 октября, архивариусом исторического архива был избран преподаватель богословия в Калужской духовной семинарии и географии в Калужском епархиальном женском училище П. П. Добромыслов.
Имела в своей деятельности два основных направления: устройство губернского исторического архива; проведение археологических исследований на территории Калужской губернии. Помимо этих двух основных направлений комиссия вела значительную работу по сбору и сохранению вещественных памятников старины, формированию библиотеки редких книг и книг историко-краеведческого содержания, изданию ежегодного сборника «Известия Калужской ученой архивной комиссии» и отдельных брошюр, с публикацией статей, касающиеся истории Калужского края. Первый выпуск «Известий» состоялся уже в год открытия комиссии. За время своего существования вышло 22 сборника, а всего комиссия опубликовала 314 статей историко-краеведческого содержания.
КУАК располагалась в доме, который считался домом Марины Мнишек, а сейчас именуется Палатами купцов Коробовых. 
Значительным результатом археологической деятельности КУАК стало создание карты археологических памятников Калужской губернии, где имеется информация о 70 городищах и 410 курганах.
Заседания комиссии проводились несколько раз в год (до восьми); на них заслушивались доклады членов комиссии, позже публикуемые в «Известиях».
Важным событием стало открытие Губернского исторического музея при КУАК; музей был открыт 20 апреля 1897 года в одной из комнат комиссии. Впоследствии коллекции музея вошли в собрание Калужского областного краеведческого музея, а библиотека литературы о Калужском крае, собранная КУАК, стала основой библиотеки краеведческого музея. Созданный КУАК исторический архив вошёл в фонды Государственного архива Калужской области (ГАКО).
Комиссия существовала до 1918 года и в результате слияния с Обществом охраны местных памятников художественной старины была преобразована в Калужское общество истории и древностей. 

## Председатели комиссии
- 1891—1893: В. С. Благово
- 1893—1897: Н. С. Яновский
- 1897—1904: И. Д. Четыркин
- 1904—1918: В. И. Ассонов

## Члены комиссии
К 1892 году комиссия насчитывала 90, а к 1898 году — 108 человек. 
Почётными членами КУАК были: Д. Н. Анучин, А. Н. Веселовский, И. Е. Забелин, Н. В. Покровский, Д. Я. Самоквасов, П. Ф. Симсон, П. С. Уварова, а также А. Г. Булыгин и А. А. Офросимов (бывшие калужские губернаторы) и другие.